# Sopřeč
Sopřeč (en allemand : Sopertsch) est une commune du district de Pardubice, dans la région de Pardubice, en République tchèque. Sa population s'élevait à 289 habitants en 2024.

## Géographie
Sopřeč se trouve à 6 km au sud de Přelouč, à 18 km à l'ouest-nord-ouest de Pardubice, à 24 km au sud-ouest de Hradec Králové et à 80 km à l'est de Prague.
La commune est limitée par Vápno au nord-ouest, par Žáravice au nord, par Vyšehněvice et Vlčí Habřina à l'est, par Břehy et Semín au sud et par Strašov à l'ouest.

## Histoire
La première mention écrite de la localité date de 1073.

## Galerie

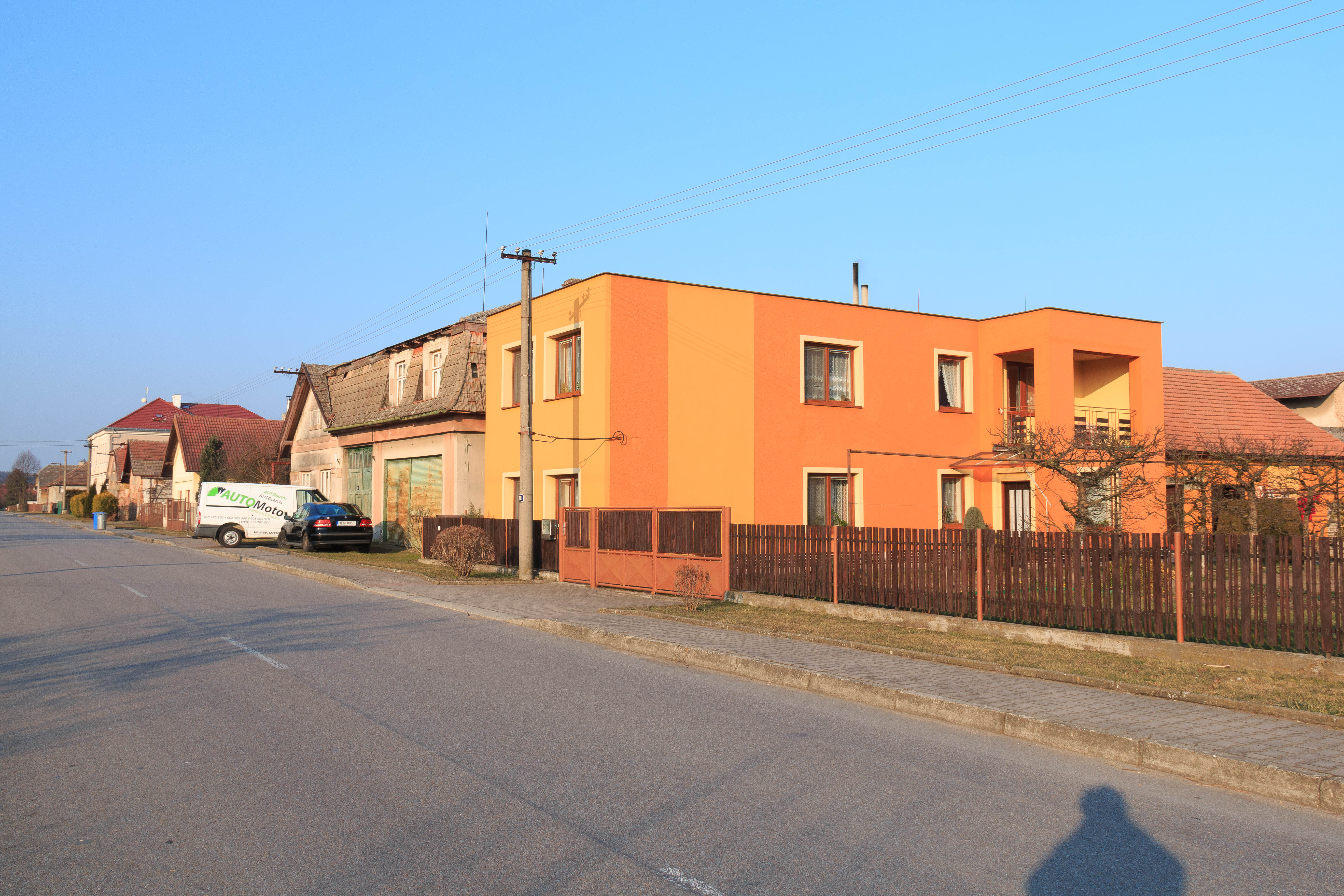
Rue de Sopřeč.
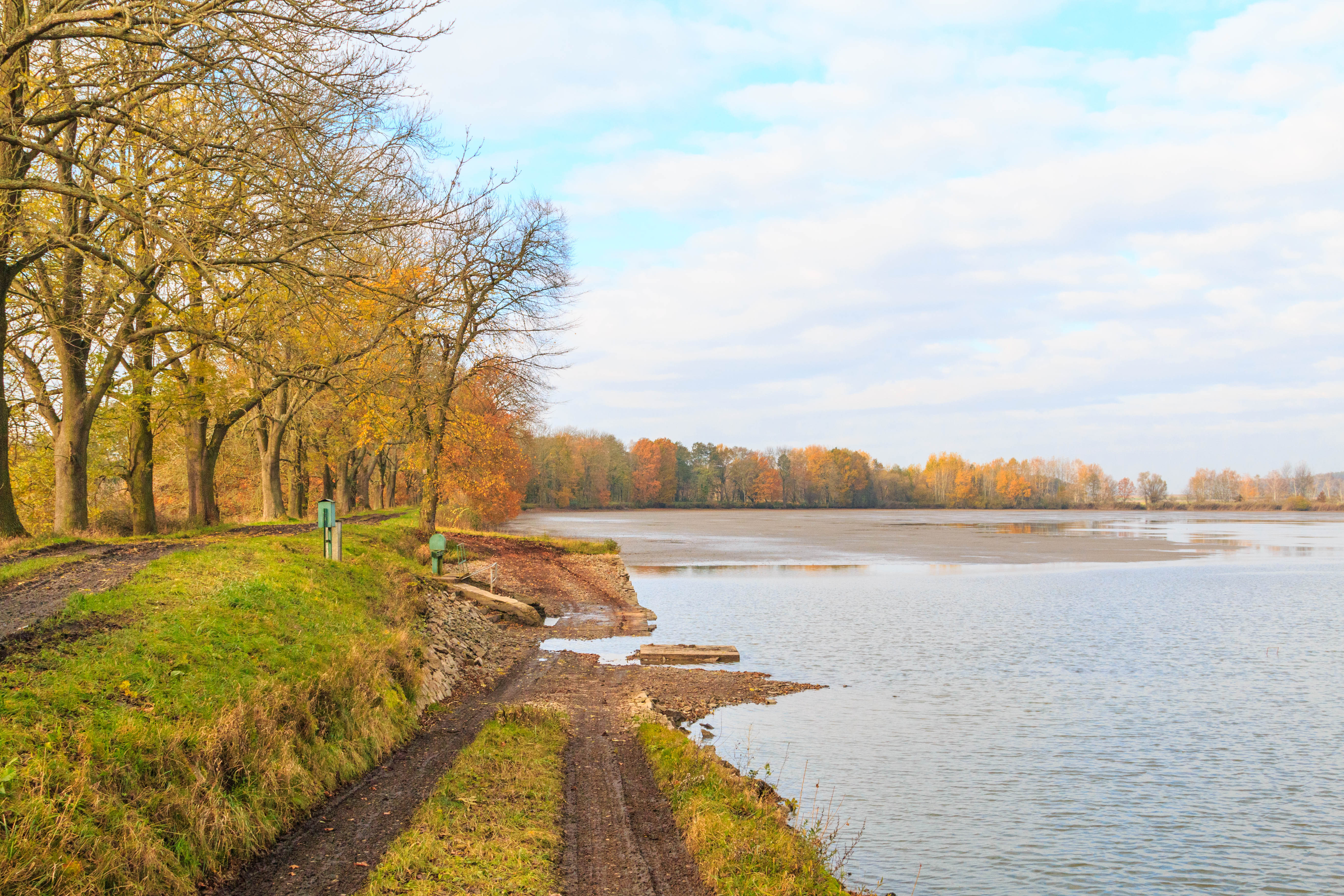
Étang de Sopřeč.

## Transports
Par la route, Sopřeč se trouve à 9 km de Přelouč, à 21 km de Pardubice et à 96 km de Prague. 